# Bye Bye (chanson de Squeezie)
Pour les articles homonymes, voir Bye Bye.
Singles de Squeezie
Le gaming c'est fini
(2019) Influenceurs
(2020)
Singles par Joyca
Party End
(2019) Haut de gamme
(2019)
Bye Bye est une chanson parodique, sortie en 2019, interprétée par Squeezie et Joyca. Elle parodie toutes les caractéristiques des hits de l'été, de la mélodie, aux paroles, en passant par le clip.
Cette chanson est créée dans le cadre d'un défi, imaginé par le vidéaste Squeezie, au cours du duquel deux binômes s'affrontent pour concevoir le meilleur hit de l'été en seulement trois jours.
Le single rencontre un vif succès, notamment sur YouTube, où il est initialement publié, puis sur les plateformes de téléchargement dans les jours suivants.

## Genèse
Dans une vidéo durant un peu plus d'une heure, intitulée « Qui fera le meilleur hit de l’été ? (en 3 jours) », publiée le 5 juin 2019 sur sa chaîne YouTube, Squeezie se donne le défi, avec Joyca, Kezah et Freddy Gladieux, de créer deux hit de l'été en trois jours,,. Pour l'occasion, deux binômes sont constitués : Squeezie et Joyca d'une part et Kezah et Freddy Gladieux de l'autre. La vidéo permet ainsi de voir l'avancement des deux projets, du point de vue de chaque binôme, puisque ce n'est qu'au terme des trois jours qu'ils découvrent la composition de l'autre,,.
De cette vidéo naissent deux titres : Bye Bye, de Squeezie et Joyca et Mirador de Kezah et Freddy Gladieux. Elles reprennent tous les clichés des hits de l'été, tant au niveau du rythme que des paroles. Les deux ont des sonorités latino, mêlant rap et reggaeton,.
Le rappeur Gims est invité en fin de cette vidéo, pour départager les deux titres. Selon lui, c'est Mirador qui est le meilleur hit de l'été,,,.

## Accueil
| Titre   | Année | Meilleure position | Meilleure position | Meilleure position | Meilleure position | Certifications |
| Titre   | Année | FRA                | BEL (WAL)          | SUI                | SUI (ROM)          | Certifications |
| ------- | ----- | ------------------ | ------------------ | ------------------ | ------------------ | -------------- |
| Bye Bye | 2019  | 13                 | 48                 | –                  | 18                 | (SNEP) : Or    |

Bye Bye rencontre un vif succès.
Initialement publié le 8 juin 2019 sur YouTube, en une semaine, le titre parvient à totaliser 10,7 millions de vues. En dix jours, le titre dépasse la barre des 11 millions de vues.
Lors de sa publication sur les plateformes de téléchargement, le 14 juin 2019, en seulement une journée, le single parvient à se classer à la deuxième place des téléchargements sur ITunes (juste derrière Mirador) et dans le top 50 monde sur Spotify,,.
Le single est d'ailleurs joué dans des discothèques et à la radio,, ce qui fait grandir sa notoriété, de sorte que le 23 juin 2019, soit moins d'un mois après la sortie du titre, les organisateurs du festival Solidays convient les interprètes, pour qu'ils puissent se produire devant les quelques 50 000 festivaliers présents,,.
En juin 2023, le single est certifié single d'or, avec plus de 15 millions d'équivalents streams.

## Clip vidéo
Les clips vidéo de Bye Bye et de Mirador sont tournés au même moment, quelques jours après la conception des singles,.
Les quatre interprètes se rendent au Portugal et ont pour objectif de réunir tous les « clichés visuels pour le clip », selon Squeezie. Ainsi, pour Bye Bye, Squeezie et Joyca se teignent les cheveux en blond. Ils se retrouvent alternativement sur un yacht, ou dans une soirée, entourés de filles en maillot de bain,,.